# 台湾六鳃魟
台湾六鳃魟（学名：Hexatrygon taiwanensis）为六鳃魟科六鰓魟屬的鱼类。分布于台湾西南海域等。该物种的模式产地在台湾。